# Illinois' senat
Illinois senat er det ene kammer af den lovgivende forsamling i den amerikanske delstat Illinois.